# Степановка (Полтавский район)
Степановка (укр. Степанівка) — село,
Куликовский сельский совет,
Полтавский район,
Полтавская область,
Украина.
Код КОАТУУ — 5324082705. Население по переписи 2001 года составляло 179 человек.

## История
В мае 1924 года в селе Степановка Полтавского района Полтавской области была создана болгарская сельскохозяйственная коммуна имени Д. Благоева. Первым председателем коммуны стал Ц. Радойнов. В 1926 году коммуна была преобразована в артель, которая оказывала помощь местным крестьянам в обработке земли в радиусе 15—20 км.

## Географическое положение
Село Степановка находится на левом берегу реки Коломак,
ниже по течению примыкает село Дудниково,
на противоположном берегу — село Черкасовка.
Рядом проходит автомобильная дорога М-03 (Р-11).